# Facultad de Derecho de Olinda
La Facultad de Derecho de Olinda fue fundada el 11 de agosto de 1827 por ley del emperador Don Pedro I. Fue creada simultáneamente con la Facultad de Derecho de São Paulo en la ciudad de Olinda, provincia de Pernambuco, Brasil. Es, junto con la mencionada facultad paulistana, la más antigua facultad de derecho del país. En 1854, esta facultad fue trasladada a la ciudad de Recife, fue renombrada a Facultad de Derecho de Recife y, posteriormente, asumida por la Universidad Federal de Pernambuco.